# The Paper Melody
The Paper Melody var ett amerikanskt experimentellt rockband bildat i Yuba City, Kalifornien. Bandets musik var starkt influerad av Tim Burton och Danny Elfman. Bandet bestod av tre medlemmar: Jill Sullivan som vokalist och basist samt Anthony Reeder och Daniel Vallier på sång och gitarr. År 2010 släppte bandet albumet Conducting The Motion, med sex låtar. År 2011 släppte de en EP, kallad The Nightmare Academy, med tre låtar. Låten "Priouette Prisoner", från The Nightmare Academy, blev bandets mest populära låt. År 2012 släppte de sitt sista album, även detta en EP, med titeln The Transparent. Kort därefter meddelade bandets medlemmar att de ämnade gå skilda vägar och att varje medlem skulle fortsätta att arbeta med musik på egen hand samt att de som uppskattat musiken därför kunde se fram emot att få ta del av medlemmarnas individuella alster.